# تاريخ الدعاية

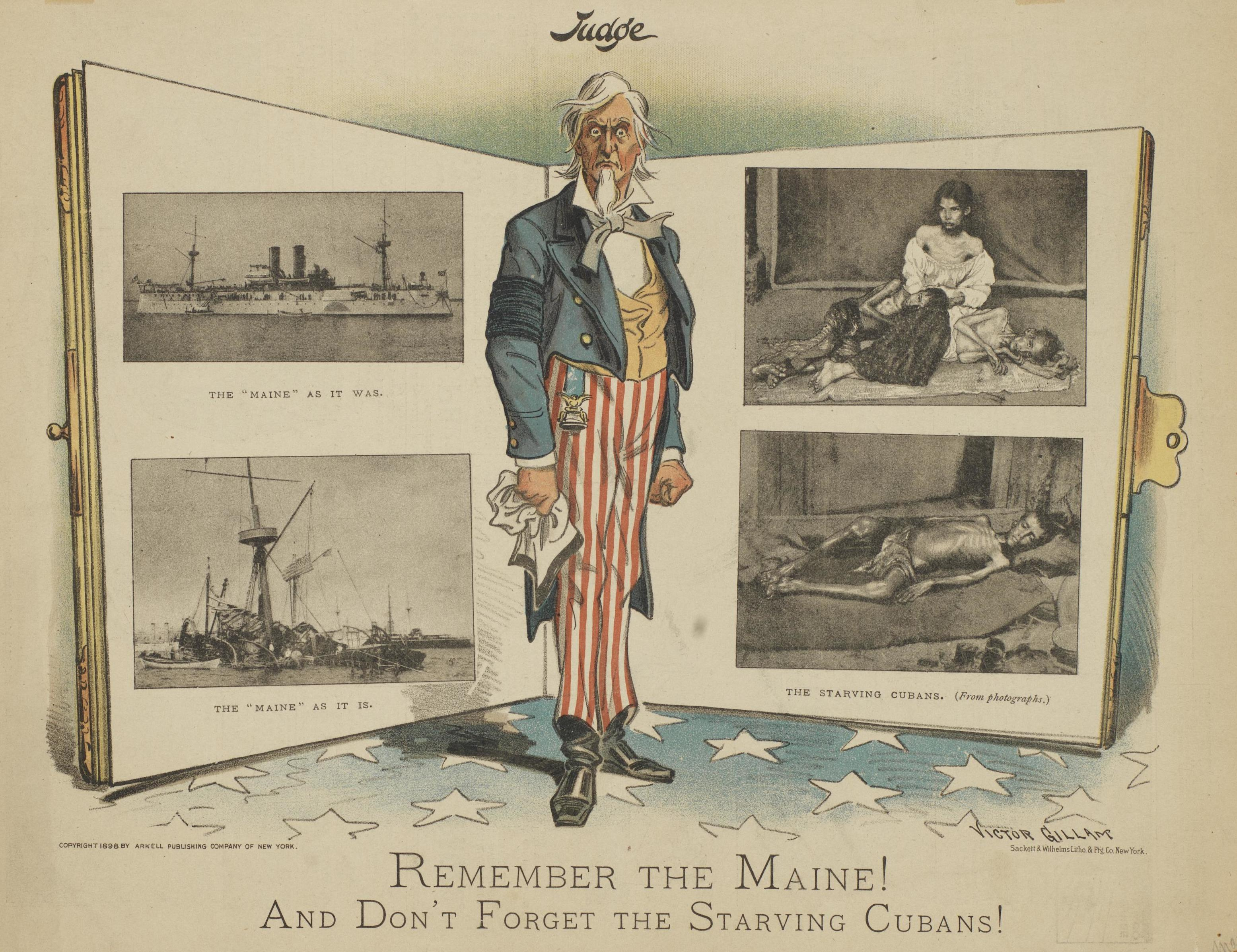

الدعاية هي معلومات غير محايدة تستخدم بشكل أساسي للتأثير على الجمهور وتعزيز الأعمال، غالبًا عن طريق تقديم الحقائق بشكل انتقائي (ربما الكذب) لتشجيع شيء معين، أو استخدام رسائل محملة لتحقيق استجابة عاطفية بدلاً من رد عقلاني على المعلومات المقدمة. اكتسب مصطلح الدعاية دلالة سلبية قوية من خلال ارتباطه بالتلاعب وتزييف الحقائق.

## سوابق ما قبل الحداثة
كانت الأشكال البدائية للدعاية عبارة عن نشاط بشري بقدر ما توجد أدلة مسجلة موثوقة. يعتبر نقش بيستون (حوالي 515 قبل الميلاد) الذي يوضح بالتفصيل صعود داريوس الأول العرش الفارسي من قبل معظم المؤرخين كمثال مبكر للدعاية. يناقش أرثاشاسترا الذي كتبه تشانكيا (نحو 350-283 قبل الميلاد)، أستاذ العلوم السياسية في جامعة تاكشاشيلا ورئيس وزراء إمبراطورية ماوريا في الهند القديمة، الدعاية بالتفصيل، مثل كيفية نشر الدعاية وتطبيقها في الحرب. استخدم تلميذه شاندراغوبتا موريا (نحو 340-293 قبل الميلاد)، مؤسس إمبراطورية ماوريا، هذه الأساليب أثناء صعوده إلى السلطة. تعتبر كتابات الرومان مثل ليفي (نحو 59 ق.م - 17 م) من روائع الدعاية المؤيدة للرومان. كان أشهر مؤسسي التاريخ الروماني كوينتوس فابيوس بيكتور (القرن الثالث قبل الميلاد). أصبح أسلوبه في كتابة التاريخ والدفاع عن تصرفات الدولة الرومانية واستخدام الدعاية بكثافة سمة مميزة للتأريخ الروماني.
تسببت الدعاية أثناء الإصلاح، بمساعدة انتشار الإصلاح البروتستانتي في جميع أنحاء أوروبا، وخاصة داخل ألمانيا، في إتاحة أفكار وعقيدة جديدة للجمهور بطرق لم يسبق رؤيتها قبل القرن السادس عشر. اختُرع الإصلاح البروتستانتي في حوالي عام 1450 وانتشر بسرعة إلى مدن رئيسية أخرى في جميع أنحاء أوروبا؛ بحلول الوقت الذي كانت فيه عملية الإصلاح جارية في عام 1517، كانت هناك مراكز في أكثر من 200 مدينة من المدن الأوروبية الكبرى. أصبحت هذه المراكز هي المنتجة الأساسية لأعمال الإصلاح من قبل المصلحين البروتستانت وأعمال مناهضة الإصلاح التي قدمها الروم الكاثوليك.
خلال الفترة الاستعمارية للولايات المتحدة، وزع الكتّاب الدينيون والشركات التجارية منشورات تحث على الاستيطان في الأميركتين، لكنهم غالبًا ما تجاهلوا المخاطر. خلال حقبة الثورة الأمريكية، كان لدى المستعمرات الأمريكية شبكة مزدهرة من الصحف والطابعات المتخصصة في هذا الموضوع نيابة عن الوطنيين (وبدرجة أقل نيابة عن الموالين). كان المنشور الأكثر شهرة هو الفطرة السليمة، وهو كتيب من تأليف توم باين عام 1776 ولعب دورًا رئيسيًا في التعبير عن المطالبة بالاستقلال. اسُتخدمت أحيانًا معلومات مضللة بشكل صريح، كما حدث عندما عمم بنجامين فرانكلين قصصًا كاذبة عن الفظائع التي ارتكبها هنود سينيكا المتحالفون مع البريطانيين.
استُخدمت الثورة الفرنسية والحروب النابليونية من قبل الطرفين بشدة خلال الحملات العسكرية مع الإعلاميين. على سبيل المثال، وزع الجيرونديون الجرائد على قوات العدو يقدمون لهم مكافآت مقابل الفرار من الخدمة.

## القرن التاسع عشر
الدعاية، كما هو مفهوم بشكل عام، هي ظاهرة حديثة نشأت من مجتمعات متعلمة وناشطة سياسياً مستنيرة من قبل وسائل الإعلام، إذ رأت الحكومات ضرورة تأرجح الرأي العام لصالح سياساتها. خلال عصر الثورة الفرنسية والنابليونية، كانت الدعاية من بدايات العصر الحديث. ربما كان أحد الأمثلة البارزة على ذلك التمرد الهندي عام 1857، إذ تمرد الهنود السيبويون ضد حكم شركة الهند الشرقية البريطانية في الهند. بالغت وسائل الإعلام البريطانية في أخبار حوادث الاغتصاب التي ارتكبها المتمردون الهنود ضد النساء أو الفتيات الإنجليز بشكل كبير وذلك لتبرير استمرار الاستعمار البريطاني شبه القارة الهندية. في ذلك الوقت، نشرت الصحف البريطانية روايات مختلفة حول اغتصاب النساء والفتيات الإنجليز من قبل المتمردين الهنود. تبين لاحقًا أن بعض هذه الروايات كانت قصصًا كاذبة خُلقت لإدامة الصور النمطية الشائعة عن السكان الأصليين في الهند باعتبارهم متوحشين يحتاجون إلى تعلم الحضارة من قبل المستعمرين البريطانيين، وهي مهمة تُعرف أحيانًا باسم عبء الرجل الأبيض. انتقدت إحدى الروايات التي نشرتها صحيفة التايمز حادثة اغتُصبت فيها 48 فتاة إنجليزية أعمارهن بين 10 و14 عامًا من قبل المتمردين الهنود في دلهي، باعتبارها قصة دعائية كاذبة من قبل كارل ماركس، الذي أشار إلى أن الإبلاغ عن القصة كان من قبل رجل دين في بنغالو، بعيدًا عن أحداث التمرد.
في الولايات المتحدة قبل الحرب الأهلية، نشر مؤيدو العبودية والداعمون لها أفكارهم من خلال الأدب. تضمنت النشرات الدورية المبكرة المناهضة للعبودية مراسلين مناهضين للعبودية ومجلة فريدومز جورنال (1827-1829)، التي كانت آخر المجلات التي تهاجم برامج الاستعمار (العودة إلى إفريقيا) التي فضلها العديد من السياسيين البارزين. كان النشطاء مثل ويليام لويد جاريسون وثيودور دوايت ويلد فعالين للغاية في كتابات المجتمعات المناهضة للعبودية في كسب الرأي العام. على الجانب المؤيد للعبودية، قدم بيان أوستند (18 أكتوبر 1854) حجة للحصول على كوبا كدولة عبودية، كطريقة للالتفاف على تسوية ميسوري. في أعقاب قضية دريد سكوت ضد ساندفورد (1857)، كُتبت العديد من الكتب لدعم القرار. على سبيل المثال، جادل جورج فيتزهوغ، آكلي لحوم البشر، أو العبيد بدون سادة، بأن علاقة السيد والعبد كانت أفضل من العبودية في ظل الاستغلال الرأسمالي. استخدم آخر، فريدريك أ. روس الإرادة الإلهية لتبرير العبودية والعبودية المثيرة للجدل التي تساوي معاملة النساء (أي أن العبيد والنساء هم أطفال). وأخيرًا جاء فيلم ماكاريا الخاص بأوغستا جين إيفانز ويلسون؛ أو مذابح التضحية (1864)، المشهورة في الشمال والجنوب، الذي دافع بشكل مقنع عن السياسة الكونفدرالية وتوقعت عواقب وخيمة في حال تحرر العبيد.
في أواخر القرن التاسع عشر وأوائل القرن العشرين، أصبحت تقنيات الدعاية أكثر دقة وفعالية بسبب نمو تقنيات الاتصال الجديدة (مثل الكابلات تحت سطح البحر، والراديو اللاسلكي، والصور المتحركة الصامتة)، ومن ناحية أخرى، تطور الإعلان الحديث والعلاقات العامة. كان كتاب قوانين المحاكاة لغابرييل تارد (1890) وكتاب غوستاف لوبون الحشد: دراسة للعقل الشعبي (1897) من أوائل التدوينات لتقنيات الدعاية، والتي أثرت على العديد من الكتّاب بعد ذلك، بما في ذلك سيغموند فرويد، تأثر فيلم هتلر (كفاحي) بشدة بنظريات لوبون.